# Gregorio Álvarez
Gregorio Conrado Álvarez Armelino (Lavalleja, 26 de novembre de 1925 - 28 de desembre de 2016) fou un militar uruguaià. Va ser dictador i president de facto de la República Oriental de l'Uruguai entre 1981 i 1985.

## Biografia
Després d'assolir el grau de General el 1971, va dirigir la repressió contra la guerrilla urbana dels Tupamaros. En prendre el poder els militars durant el cop d'estat de 1973, Álvarez va passar a ser l'home fort del règim com a secretari permanent del nou Consell de Seguretat Nacional. Va ocupar així mateix el càrrec de comandant de l'Exèrcit entre 1978 i 1979.
Després del plebiscit del 1980, on va quedar clara la voluntat de la ciutadania uruguaiana de retornar a la vida democràtica, el General Álvarez es va mostrar contrari a acceptar aquest veredicte, per la qual cosa va forçar el Consell de Seguretat Nacional, que l'1 de setembre de 1981 li va lliurar la presidència de la República, postergant d'aquesta forma el retorn a la democràcia. Álvarez va continuar amb la repressió fins i tot que finalment, forçat per l'avanç dels sectors polítics opositors en les eleccions internes de 1982 i després d'haver perdut gran part del suport de les forces armades per continuar amb el règim dictatorial, encapçalades pel general Hugo Medina, el seu adversari en la interna de l'Exèrcit, va accedir a negociar un cronograma electoral que va finalitzar amb les eleccions legislatives i presidencials de novembre de 1984. Guanyades les eleccions per Julio María Sanguinetti, el candidat del Partit Colorado, Álvarez va dimitir el 12 de febrer de 1985, cedint-ne el poder al llavors president de la Suprema Cort de Justícia, Rafael Addiego Bruno.
Durant el govern d'Álvarez la repressió es va centrar en activistes polítics al país i a l'Argentina, realitzant-se tortures i matances a les casernes i bases clandestines. Fins al 2009, aquests crims van ser impunes, però s'està investigant el parador dels desapareguts, havent-se trobat les restes d'almenys un, després de llargs treballs arqueològics en terrenys de dependències militars. L'octubre d'aquest any, la justícia uruguaiana va condemnar a Álvarez a vint-i-cinc anys de presó per ser responsable directe i indirecte d'almenys trenta-set homicidis durant el seu govern.